# Elof Berglöf
Per Elof Berglöf, född 9 juli 1828 i Hudiksvall, död 18 februari 1914 i Strängnäs, var en svensk statstjänsteman och politiker. Han var bror till Frans Berglöf och farbror till Anshelm Berglöf.
Berglöf blev student vid Uppsala universitet 1850 och avlade kameralexamen 1853. Han blev extra ordinarie kammarskrivare i Kammarkollegium samma år, var tillförordnad häradsskrivare i Norra Hälsinglands fögderi 1853–1861 och häradsskrivare i Gästriklands fögderi 1861–1896. Han var även verksam som lantbrukare, ledamot i Gävleborgs läns hushållningssällskap och i styrelsen för Gävleborgs läns sparbank, ordförande i styrelsen för Ovansjö sockens sparbank samt ledamot av Gävleborgs läns landsting. Berglöf var riksdagsledamot i andra kammaren 1879–1881 för Ovansjö, Torsåkers och Årsunda samt Hedesunda och Österfärnebo tingslags valkrets.